# Еврейский квартал Цхинвала

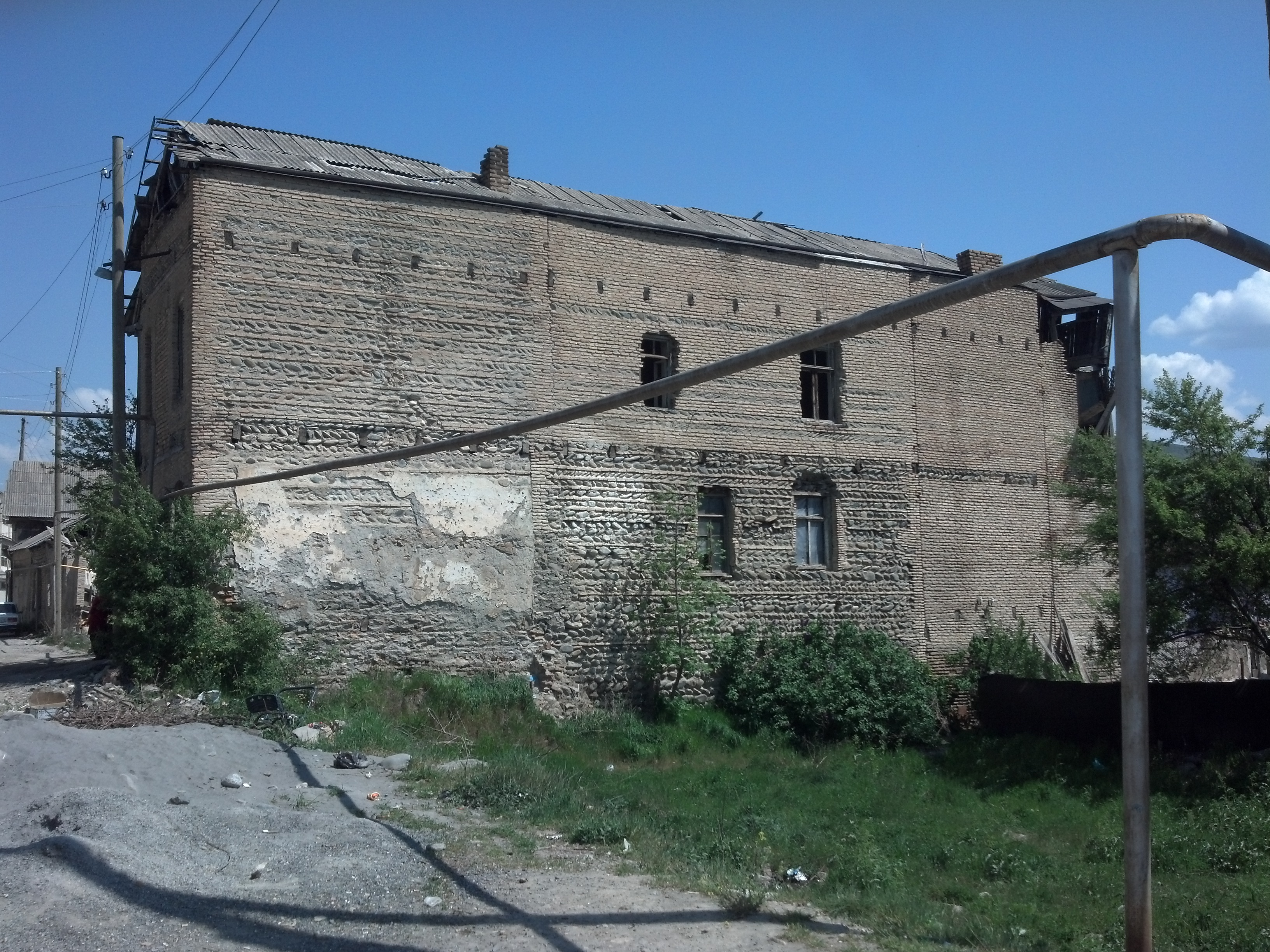
Здание в еврейском квартале Цхинвала

Евре́йский кварта́л (осет. Уирæгты сых; груз. ებრაული დასახლება) — одна из наиболее живописных частей Старого Цхинвала, серьёзно разрушенная в ходе вооруженного осетинско-грузинского конфликта 1992 года и боёв августа 2008 года.

## История
В средние века местные евреи общались на грузинском языке и были торговцами. В конце XVII века они занимались продажей изделий из хлопка.
В XIX веке еврейское население города значительно выросло. Грузинские евреи Цхинвала установили связи с евреями-ашкенази в европейской части Российской империи, откуда даже приезжали раввины. В 1870-х годах в еврейском квартале города функционировали семь синагог и религиозные школы.
До 1864—1865 годах евреи Цхинвала и прилегавшего к нему района были крепостными, занимавшимися ремеслами и торговлей, встречались также и свободные евреи, выкупившие себя из крепостной зависимости.
К XIX веке евреи владели кирпичным заводом и другими предприятиями, им принадлежали почти все мануфактурные магазины. В Цхинвале были две пекарни по выпечке мацы, которая считалась лучшей по качеству в Восточной Грузии. Евреями было и большинство сапожников, шапочников, портных, пекарей и мясников в Цхинвали.
В начале XX века в Цхинвале евреев было больше, чем грузин, осетин или армян. В 1917 году евреев в городе было 38,4 %, грузин — 34,4 %, армян — 17,7 %, осетин — 8,8 %. Языком, на котором разговаривали местные евреи, был грузинский, языком идиш практически никто из них не владел.
Численность еврейской общины возросла за счёт притока евреев-беженцев, эвакуировавшихся сюда во время Второй мировой войны, многие из которых нашли себя в отраслях торговли. По воспоминаниям местных жителей, евреи были лучшими портными и часовщиками.
В XX веке в квартале помимо евреев проживали армяне и осетины.
При советской власти процент евреев в населении города уменьшился и составлял к началу 1970-х годов около 25 %.
Часть евреев уехала ещё в середине 1970-х. Оставшаяся часть покинула город в 1989 году и в начале 1990-х после начала осетино-грузинского вооруженного конфликта. Проблема осложнялась тем, что местные евреи были грузиноязычным населением и были вынуждены покидать город вместе с беженцами — грузинами. Последний раввин Х. А. Манашеров уехал из города в 1995 году. К августу 2008 года в Цхинвале оставалось несколько еврейских семей. Как утверждают СМИ Израиля, по состоянию на декабрь 2008 года, от еврейской диаспоры в городе осталась лишь одна пожилая женщина.

## Разрушение квартала
- Квартал пострадал от ракетно-артиллерийских ударов в 1991—1992 годах, когда грузинские войска захватили господствующие высоты над восточной частью города, примыкающие к еврейскому кварталу, и несколько месяцев расстреливали его прямой наводкой. Летом 1992 года войска Госсовета Грузии прорвали оборону города и заняли часть города, где находился еврейский квартал. При этом были сожжены и разрушены старинные дома[6][7][8].
- Серьёзным разрушениям квартал подвергся в ходе войны в августе 2008 года[9].